# Minoru Honda
Minoru Honda (26. února 1913 – 26. srpna 1990) byl japonský astronom. Od roku 1937 pracoval u Isseia Yamamoty na observatoři Zodiakálního světla v Hirošimě.
Mezi roky 1940 a 1968 objevil dvanáct komet, včetně periodické komety 45P/Honda-Mrkos-Pajdušáková.
V únoru 1970 objevil z Kurashiki novu FH Serpentis.  29. srpna 1975 podal první zprávy o velmi jasné nově V1500 Cygni o jasnosti 3 magnitudy. Nova poté dosáhla jasnosti až 2 magnitudy a zaznamenány byly stovky nezávislých pozorování.
Asteroid 3904 Honda je pojmenován po Hondovi, 8485 Satoru je pojmenován po jeho ženě, a 11442 Seijin-Sanso je pojmenován po astronomické observatoři, na níž působil.